# Herta Kravina
Herta Kravina, bürgerlich Herta Keitel (* 3. Juni 1923 in Wien; † 5. November 2015 in Berlin) war eine österreichische Schauspielerin und Synchronsprecherin.

## Leben
Herta Kravina war jugoslawischer Abstammung. Sie absolvierte ihre Schauspielausbildung am Konservatorium der Stadt Wien. Ihr Debüt als Bühnenschauspielerin gab sie 1946 am Landestheater Salzburg als Buhlschaft im Jedermann. Sie spielte in ihrer Karriere sowohl das tragische als auch das komische Rollenfach. Sie hatte Theaterengagements am Landestheater Salzburg (1946), am Theater in der Josefstadt (1947), an den Wiener Kammerspielen (1947) und von 1948 bis 1950 am Kleinen Theater im Konzerthaus in Wien. Kravina ging anschließend für weitere Theaterverpflichtungen nach Deutschland. Sie war festes Mitglied der Hamburger Kammerspiele (1951); dort war sie zunächst im Rollenfach der „Heldin“ und der „jugendlichen Salondame“ engagiert. Bis Mitte der 1980er Jahre gehörte sie zum festen Ensemble der Hamburger Kammerspiele. Weitere Engagements hatte sie in ihrer Anfangszeit am Theater in Berlin, unter anderem am Hebbeltheater (1952; als „Charakterspielerin“) und an der Tribüne (1953; als „Heldin“). Ab 1954 spielte Kravina in Berlin am Schillertheater und am Schlossparktheater.
Zu ihren Bühnenrollen gehörten unter anderem Marie in Woyzeck (1947 in Wien und auf einer Tournee durch Westeuropa in London, Amsterdam und Zürich), die Titelrolle in dem Theaterstück Medea von Jean Anouilh (Wien 1948; Berliner Festwochen 1953), die Titelrolle in Elektra von Jean Giraudoux (1951; Hamburger Kammerspiele) und die Arrongantia in dem Zauberspiel Die gefesselte Phantasie von Ferdinand Raimund (1955; Theater am Kurfürstendamm).
Kravina unternahm vor allem in den 1970er und 1980er Jahren zahlreiche Theatertourneen. In der Spielzeit 1982/83 übernahm sie die Rolle der Ehefrau und Mutter Katharina in George Bernard Shaws Theaterstück Helden in einer Inszenierung des Berliner „Tourneetheaters Greve GmbH“. In der Spielzeit 1989/90 gastierte sie, ebenfalls mit diesem Tourneetheater, deutschlandweit mit dem Stück Unbefleckte Empfängnis. Ein Kreidekreis von Rolf Hochhuth und mit Goodrich/Hacketts Bühnenfassung des Tagebuchs der Anne Frank.
Ab den 1960er Jahren arbeitete Kravina schwerpunktmäßig für das Fernsehen. Sie wirkte in zahlreichen Fernsehspielen und Fernsehserien mit.
Sie wirkte zudem als Hörfunksprecherin unter anderem beim österreichischen Rundfunksender Rot-Weiß-Rot Salzburg (ab 1946) und Rot-Weiß-Rot Wien und von 1947 bis 1950 bei der Radio Verkehrs AG (RAVAG). In Deutschland entstanden mit Kravina Aufnahmen beim NWDR (1951), beim Sender Freies Berlin und bei RIAS Berlin, jeweils ab 1952. Sie war auch als Synchronsprecherin tätig. Sie lieh unter anderem Peggy Lee, Lee Grant und Zsa Zsa Gabor ihre Stimme.
Kravina war in den 1950er Jahren mit dem Komponisten Paul Milan verheiratet. 1964 heiratete sie den Schauspieler und Synchronsprecher Horst Keitel; seitdem hieß sie Herta Keitel. Sie lebte mit ihm viele Jahre zurückgezogen in Lloret de Mar. Kravina und Keitel lebten zuletzt in Berlin-Charlottenburg, beide wurden am 6. November 2015 tot in ihrer Wohnung aufgefunden. Die Polizei ging von einem gemeinsamen Suizid aus.

## Filmografie
- 1961: Heinz Erhardt Festival (Fernsehserie Folge Abenteuer in Norfolk)
- 1962: Heinz Erhardt Festival (Fernsehserie, Folge Eine gewisse Marietta)
- 1962: Alpenkönig und Menschenfeind (Fernsehfilm)
- 1963: Meine Frau Susanne (Fernsehserie, Folge Jeden Donnerstag)
- 1963: Meine Frau Susanne (Fernsehserie, Folge Das Hauskonzert)
- 1966: Nach Damaskus (Fernsehfilm)
- 1970: Percy Stuart (Fernsehserie, Folge Blüten-Anny)
- 1971: Schneewittchen
- 1971: Der Kurier der Kaiserin (Fernsehserie, Folge Staatsstreich)
- 1972: Max Hölz. Ein deutsches Lehrstück (Fernsehfilm)
- 1974: Grenzfälle – Es geschah übermorgen (Aux frontières du possible. Fernsehserie, Folge Le cabinet noir)
- 1974: Im Auftrag von Madame (Fernsehserie, Folge Der Verschollene)
- 1975: Im Auftrag von Madame (Fernsehserie, Folge Das Testament)
- 1975: Madame Princesse (Fernsehfilm)

## Synchronarbeiten
- Peggy Lee in Susi und Strolch [1. Synchronisation; 1956]
- Lee Grant in Mitten in der Nacht
- Zsa Zsa Gabor in Arrivederci, Baby!

## Theater
- 1965: Félicien Marceau: Der Manager – Regie: Dieter Reible (Renaissance-Theater Berlin)